# كارلوس إيرنيستو كاسترو
كارلوس إيرنيستو كاسترو (بالإسبانية: Carlos Ernesto Castro) (24 سبتمبر 1978 بكيتو في الإكوادور - ) هو لاعب كرة قدم كولومبي وإكوادوري في مركز الدفاع. شارك مع منتخب الإكوادور لكرة القدم. أما مع النوادي، فقد لعب مع برشلونة جواياكويل ونادي ديبورتيفو إل ناسيونال ونادي أوكاس وديبورتيفو كوينكا وديبورتيفو كيفيدو.

## وصلات خارجية
- كارلوس إيرنيستو كاسترو على موقع قاعدة بيانات كرة القدم.إي يو (الإنجليزية)
- كارلوس إيرنيستو كاسترو على موقع ناشيونال فوتبول تيمز (الإنجليزية)